# Ятрань (гідроакустичний комплекс)
Ятрань — радіогідроакустична система розробки Київського науково-дослідного інституту гідроприладів.
Прийнятий на озброєння Збройних сил України у 2019 році.

## Вступ
Гідроакустичні буї розгортаються на поверхні океану та під нею, і, щойно акустичний зворотний сигнал або «пінг» виявляється підводним перетворювачем, дані потім вирушають на гідрофонний буй, що плаває на поверхні. Потім він передає важливу інформацію назад на літак керування та контролю з використанням УКХ-антени.
Сучасні концепції використання гідроакустичних буїв передбачають не лише менший форм-фактор і більше поширення, але й мультистатичний або багатоспрямований ехо-сигнал, який спрямований на збір або об'єднання вхідних сигналів від низки по-іншому розділених або розосереджених гідроакустичних вузлів.
Гідрофон постійно передає через частоту УКХ на літак або вертоліт дані, де вони обробляються. Мультистатичний означає, що багато приймачів приєднуються до центрального концентратора.

## Історія
У липні 2018 року успішно були завершені заводські випробування радіогідроакустичної системи «Ятрань».
Випробування, під час яких було здійснено скидання буїв з вертольоту Мі-14ПЧ, проходили під час великих міжнародних навчань «Сі Бриз-2018» у Чорному морі, в умовах якнайбільше наближених до бойових.
Система «Ятрань» складається зі спеціальних гідроакустичних буїв, що мають надчутливі акустичні сенсори, та цифрового центру обробки інформації. Система побудована таким чином, що об'єднує дані з багатьох буїв та дає змогу повністю контролювати велику акваторію й оперативно передавати координати цілей для знищення. Розробка цієї системи була проведена інститутом за власні обігові кошти.
Однією з особливостей роботи системи «Ятрань» є те, що гідроакустичні буї працюють у цілком пасивному режимі. Це робить їх непомітними для противника. Завдяки ним можна відстежувати переміщення підводних човнів противника, що дозволяє гарантовано їх знищувати. Загалом, високі характеристики системи «Ятрань» значно підвищують бойову спроможність протичовнової оборони.
Згодом фахівці інституту готували РГАС «Ятрань» до проведення державних випробувань, успішне завершення яких дозволило-б розпочати, у разі замовлення, серійне виробництво системи та її постачання для посилення обороноздатності України.
Зазначалося, що на міжнародних військових навчаннях «Сі Бриз-2017», завдяки системі «Ятрань» також було успішно виявлено підводний човен умовного «противника». Водночас, за рік роботи над удосконаленням системи, ДП «Київський науково-дослідний інститут гідроприладів» значно розширив її експлуатаційні можливості та характеристики.
У 2018 році система була представлена у Києві на виставці озброєнь «Зброя та безпека 2018».
10 червня 2019 року повідомлялося, що комплекс «Ятрань» був прийнятий на озброєння Збройних сил України на підставі гарних результатів державних випробувань.